# Kiriłł Cukanow
Kiriłł Igoriewicz Cukanow, ros. Кирилл Игоревич Цуканов, ukr. Kyryło Ihorowycz Cukanow, Кирило Ігорович Цуканов (ur. 21 czerwca 1991 w Bałakowie) – rosyjski żużlowiec, posiadający również ukraińską licencję.

## Życiorys
Do 2007 r. startował jako reprezentant Rosji, w latach 2008–2012 reprezentował Ukrainę, a od 2013 r. ponownie Rosję.
Trzykrotny medalista młodzieżowych indywidualnych mistrzostw Ukrainy: dwukrotnie złoty (2008, 2010) oraz srebrny (2009). Złoty medalista indywidualnych mistrzostw Ukrainy (2011). Trzykrotny medalista mistrzostw Ukrainy par klubowych: dwukrotnie złoty (2009, 2011) oraz brązowy (2008).
Jednym z największych osiągnięć Cukanowa jest brązowy medal drużynowych mistrzostw świata juniorów (Bałakowo 2011). W finale turnieju zdobył 10 punktów (3,2,3,0,w,2).  
Ponadto jest brązowym medalistą drużynowych mistrzostw Europy juniorów (Landshut 2012), finalistą indywidualnych mistrzostw Europy (Równe 2011 – XIV miejsce), finalistą indywidualnych mistrzostw Europy juniorów (Opole 2012 – XII miejsce), a także trzykrotny medalista Pucharu MACEC: złotym (2011) oraz dwukrotnie srebrnym (2008, 2009). 
Trzykrotnie startował w eliminacjach do cyklu Grand Prix (2011, 2012, 2013). Za każdym razem odpadał w ich początkowej fazie.
Startował w lidze polskiej, reprezentując kluby: Speedway Równe (2008), Speedway Miszkolc (2009), Orzeł Łódź (2010–2011), Kaskad Równe (2011) oraz Wanda Kraków (2012). W lidze rosyjskiej jeździł w barwach Szachteru Czerwonograd (2008), Saławatu Saławat (2013) oraz Turbiny Bałakowo (2014, 2016–2017).
Po zakończeniu kariery został trenerem juniorów Turbiny Bałakowo (2018). W sierpniu 2018 wracając z finałowego turnieju Pucharu Rosji Par w Oktiabrskij uległ wypadkowi, w wyniku którego złamał biodro oraz obojczyk.

## Przynależność klubowa
Rosja
- Szachter Czerwonograd (2008; Ukraina)
- Saławat Saławat (2013)
- Turbina Bałakowo (2014)
- Turbina Bałakowo (2016–2017)

Polska
- Kaskad Równe (2008; Ukraina)
- Speedway Miszkolc (2009; Węgry)
- Orzeł Łódź (2010–2011)
- Kaskad Równe (2011; Ukraina)
- Wanda Kraków (2012)

Ukraina
- SKA-Speedway Lwów (2009–2010)

Dania
- EMS Esbjerg (2010)